# Chef de cabinet du premier ministre
La cheffe ou le chef de cabinet du premier ministre du Canada (anglais : Chief of Staff to the Prime Minister of Canada) est le plus haut poste du cabinet du premier ministre du Canada.

## Historique
Avant la création de ce poste, en 1987, le cabinet du premier ministre du Canada était chapeauté par le secrétaire principal du premier ministre ; un poste encore en vigueur, mais dorénavant subordonné à celui du chef de cabinet.
Ce poste se décline en « cheffe de cabinet » au féminin et « chef de cabinet » au masculin. 

## Liste des chefs de cabinet
| Nom                  | Mandat | Mandat   | Parti politique | Parti politique           | Gouvernement     | Réf.   |
| -------------------- | ------ | -------- | --------------- | ------------------------- | ---------------- | ------ |
| Derek Burney         | 1987   | 1989     |                 | Progressiste-conservateur | 24e (Mulroney)   | [ 2 ]  |
| Stanley Hartt        | 1989   | 1990     |                 | Progressiste-conservateur | 24e (Mulroney)   | [ 3 ]  |
| Norman Spector       | 1990   | 1992     |                 | Progressiste-conservateur | 24e (Mulroney)   | [ 4 ]  |
| Hugh Segal           | 1992   | 1993     |                 | Progressiste-conservateur | 24e (Mulroney)   | [ 5 ]  |
| David McLaughlin     | 1993   | 1993     |                 | Progressiste-conservateur | 24e (Mulroney)   | [ 6 ]  |
| Jodi White           | 1993   | 1993     |                 | Progressiste-conservateur | 25e (Campbell)   | [ 7 ]  |
| Jean Pelletier       | 1993   | 2001     |                 | Libéral                   | 26e (Chrétien)   | [ 8 ]  |
| Percy Downe          | 2001   | 2003     |                 | Libéral                   | 26e (Chrétien)   | [ 9 ]  |
| Edward Goldenberg    | 2003   | 2003     |                 | Libéral                   | 26e (Chrétien)   | [ 10 ] |
| Tim Murphy           | 2003   | 2006     |                 | Libéral                   | 27e (Martin)     | [ 11 ] |
| Ian Brodie           | 2006   | 2008     |                 | Conservateur              | 28e (Harper)     | [ 12 ] |
| Guy Giorno           | 2008   | 2010     |                 | Conservateur              | 28e (Harper)     | [ 13 ] |
| Nigel Wright         | 2011   | 2013     |                 | Conservateur              | 28e (Harper)     | [ 14 ] |
| Ray Novak            | 2013   | 2015     |                 | Conservateur              | 28e (Harper)     | [ 15 ] |
| Katie Telford        | 2015   | 2025     |                 | Libéral                   | 29e (J. Trudeau) | [ 16 ] |
| Marco Mendicino      | 2025   | 2025     |                 | Libéral                   | 30e (Carney)     | [ 17 ] |
| Marc-André Blanchard | 2025   | en cours |                 | Libéral                   | 30e (Carney)     | [ 18 ] |